# Riverfront Apartments
The Riverfront Apartments es un edificio de 289 pies (88,1 m) de altura y 21 pisos ubicado en 245 North Summit Street en Downtown Toledo. Fue el edificio más alto de Toledo durante 17 años, desde su finalización en 1913 hasta la finalización del PNC Bank Building en 1930. El es actualmente el quinto edificio más alto de Toledo.

## Historia
El edificio se construyó entre los años 1912-13 para el Second National Bank en la esquina suroeste de Summit Street y Madison Avenue en el centro financiero de Toledo. El banco planeó ocupar los pisos inferiores y los pisos superiores se diseñaron como espacio de oficinas. El contratista general del edificio fue The A. Bentley & Sons Company, Toledo, Ohio, y los arquitectos son DH Burnham & Company, de Chicago, Ill.
El edificio fue originalmente llamado Second National Bank Building desde el momento de su construcción en 1913 hasta que el banco se fusionó con Toledo Trust. Desde la década de 1930 hasta 1981 el edificio fue la sede del banco Toledo Trust y fue conocido como Toledo Trust Building. El banco local trasladó su sede a través de Summit Street a su nuevo edificio de granito y vidrio de forma triangular en 1981.
El antiguo edificio de Toledo Trust fue comprado en 1998 por Eyde Co., en un paquete de 4 millones y medio de dólares que incluía la Tower on the Maumee y el estacionamiento adyacente. El edificio de oficinas se convirtió en apartamentos en 1999 y pasó a llamarse Riverfront Apartments, incluyendo 41 apartamentos de un dormitorio, 51 de dos dormitorios y 8 de tres dormitorios.